# 三門峡市
三門峡市（さんもんきょうし）は、中華人民共和国河南省に位置する地級市。
洛陽の西方に位置し、隴海線沿線における重要な都市である。三門峡市は黄河最大の三門峡ダムが建設されている。三門峡の地名の由来は、伝説によると夏王朝の創始者の禹が神斧を用い、高山を切り開き鬼石と神石で河の流れを三つに分け、「人門」・「神門」・「鬼門」の三つの峡谷をつくったことによる。ギドロプロエクトの協力による三門峡ダム建設に伴い、神石と鬼石は堤防の基礎となった。三門峡下游河センターでは一つの巨大な石が河の中に直立し、黄河の猛烈な流れを受け止めている。数千年の長きにわたり倒れていないので、「砥柱山」と呼ばれ、中国の故事成語「中流砥柱」の語源となっている。

## 地理
三門峡市は河南省の西部に位置し、河南省・山西省・陝西省の省境がある。三門峡市は東に洛陽市、南に南陽市と接する。
三門峡市の地勢は南西が高く、北東が低い。大体標高300から1500メートルの間に位置し、霊宝市にある老鴉岔の標高は2413.8メートルで、河南省で一番高いところである。三門峡市の総面積は10,496平方キロメートルでそのうち、山間部が54.8%、丘陵は36%、平原は9.2%を占めている。三門峡市の気候区分は内陸性気候に属し、年平均気温は13.2度、年平均日照時間は2354.3時間、平均日照率は51%、霜が降りない時期は184から218日、年平均降水量は550から800ミリである。黄河以外にも、洛河・弘農河・老灌河の三つの大きな川が流れており、多くの支流を持ち、黄河或いは長江の水系に属する。

## 歴史
紀元前21世紀から紀元前11世紀頃、夏・殷の支配の中心地域であり、時代が下り周の頃になると西虢に属した。春秋時代前半は西虢、後半は晋に属し、その後、韓・秦・魏の三国に分割支配された。秦の時代になると三川郡が設置された。前漢の時代には、河南府と改められ、武帝の時代には弘農郡が設置された。北魏の時代以降、明・清に至るまで一貫して陝州が設置された。日中戦争では1944年の京漢作戦によって日本軍に占領された。1957年3月国務院は省轄市として三門峡市の成立を認めたが、1962年には地轄県級市に改められた。1986年1月、国務院は地級市への昇格を認めた。

## 行政区画
2市轄区・2県級市・2県を管轄下に置く。
- 市轄区:
  - 湖浜区・陝州区
- 県級市:
  - 義馬市・霊宝市
- 県:
  - 澠池県・盧氏県

| 三門峡市の地図                            |
| ----------------------------------------- |
| 湖浜区 陝州区 澠池県 盧氏県 義馬市 霊宝市 |

### 年表
この節の出典

#### 陝州専区
- 1949年10月1日 - 中華人民共和国河南省陝州専区が成立。陝県・澠池県・洛北県・洛南県・盧氏県・欒川県・霊宝県・閿郷県が発足。(8県)
- 1949年11月22日 - 洛北県・洛南県が合併し、洛寧県が発足。(7県)
- 1952年4月18日 - 陝県・澠池県・洛寧県・盧氏県・欒川県・霊宝県・閿郷県が洛陽専区に編入。

#### 三門峡市(第1次)
- 1957年3月26日 - 洛陽専区陝県の一部が分立し、三門峡市が発足。(1市)
- 1958年12月8日 - 三門峡市が洛陽専区に編入。

#### 三門峡市(第2次)
- 1986年1月18日 - 洛陽地区三門峡市が地級市の三門峡市に昇格。(2市4県)
  - 洛陽地区義馬市・澠池県・陝県・霊宝県・盧氏県を編入。
- 1986年5月9日 - 湖浜区を設置。(1区1市4県)
- 1993年5月12日 - 霊宝県が市制施行し、霊宝市となる。(1区2市3県)
- 2015年2月16日 - 陝県が区制施行し、陝州区となる。(2区2市2県)

## 交通
三門峡市の交通は便利である。隴海鉄道、国道310号線（連雲港市—天水市）、国道209号線（フフホト市—北海市）といった交通幹線が市内を通る。

## 観光
- 上村嶺虢国墓

## 友好都市
- 北上市（日本 岩手県） 1985年5月25日友好都市提携